# Mandevilla dodsonii
Mandevilla dodsonii är en oleanderväxtart som beskrevs av Alwyn Howard Gentry. Mandevilla dodsonii ingår i släktet Mandevilla och familjen oleanderväxter. Inga underarter finns listade i Catalogue of Life.